# Lou Dijkstra
Luitzen Dijkstra detto Lou (o Lu; 7 maggio 1909 – 24 aprile 1964) è stato un pattinatore di velocità su ghiaccio olandese, che gareggiò negli anni 1930.

## Biografia
Di professione medico, nel 1942 si trasferì con la famiglia ad Amstelveen dove aveva ottenuto un incarico come medico condotto. Sua figlia Sjoukje Dijkstra diventò un'eccellente pattinatrice di figura, e vinse la prima medaglia d'oro ai Giochi olimpici invernali per i Paesi Bassi.

## Carriera
Ai Campionati mondiali completi di pattinaggio di velocità si classificò diciassettesimo nel 1933 a Trondheim, undicesimo nel 1935 a Oslo e diciottesimo l'anno dopo a Davos. Ai campionati europei del 1936 fu sedicesimo.
Partecipò ai IV Giochi olimpici invernali a Garmisch-Partenkirchen nel 1936. Fu 24º nei 500 m, 20º nei 1500 m, 16º nei 5000 m, 20º nei 10000m.

## Palmarès

### Campionati olandesi completi di pattinaggio di velocità
- 1 medaglia:

1 argento (1933)